# 심호택
심호택(1947년 4월 12일 ~ 2010년 1월 30일)은 대한민국의 시인이다. 민중의 삶을 시로 잘 녹여냈던 시인이다.

## 생애
전라북도 군산시에서 태어나 한국외국어대학교 불어과와 동 대학원을 졸업하고 폴 베를렌 연구로 박사학위를 받았다. 조선대학교와 원광대학교에서 불문과 교수를 지냈다.
1991년 《창작과비평》 겨울호에 〈빈자의 개〉 등 8편의 시를 발표하며 등단했다. 시집 네 권을 펴냈으며 사후에 유고시집 한 권이 나왔다.
2010년 1월 30일 교통사고로 사망했다.

## 저서

### 시집
- 《하늘밥도둑》(창작과비평사, 1992) ISBN 9788936421090
- 《최대의 풍경》(창작과비평사, 1995) ISBN 9788936421359
- 《미주리의 봄》(문학동네, 1998)ISBN 9788982811425
- 《자몽의 추억》(청하, 2005) ISBN 9788940302071
- 《원수리 시편》(풀빛, 1989) ISBN 9788936427207 : 유고 시집